# Гипотеза Эрдёша — Хайналя
Гипотеза Эрдёша — Хайналя утверждает, что семейства графов, определяемые запрещёнными порождёнными подграфами, имеют либо большие клики, либо большие независимые множества.
Точнее, для произвольного неориентированного графа {\displaystyle H} пусть {\displaystyle {\mathcal {F}}_{H}} является семейством графов, не содержащих {\displaystyle H} в качестве порождённого подграфа. Тогда, согласно гипотезе, существует константа {\displaystyle \delta _{H}>0} такая, что графы с {\displaystyle n} вершинами в {\displaystyle {\mathcal {F}}_{H}} имеют либо клику, либо независимое множество размером {\displaystyle \Omega (n^{\delta _{H}})}.
Эквивалентное утверждение исходной гипотезы: для любого графа {\displaystyle H} не содержащие {\displaystyle H} графы содержат произвольно большие совершенные порождённые подграфы.

## Графы без больших клик или независимых множеств
Для сравнения, у случайных графов в модели Эрдёша — Реньи с вероятностью рёбер 1/2 как наибольшая клика, так и наибольшее независимое множество много меньше — их размер пропорционален логарифму от {\displaystyle n}, а не растёт полиномиально. Теорема Рамсея доказывает, что никакой граф не имеет одновременно размер наибольшей клики и размера наибольшего независимого множества меньше логарифмического. Из теоремы Рамсея также следует специальный случай гипотезы Эрдёша — Хайналя, когда сам граф {\displaystyle H} является кликой или независимым множеством.

## Частичные результаты
Гипотеза принадлежит Палу Эрдёшу и Андрашу Хайналю, которые доказали её для случая, когда {\displaystyle H} является кографом. Они также показали для произвольного графа {\displaystyle H}, что размер наибольшей клики или независимого множества растёт суперлогарифмично. Более точно, для любого графа {\displaystyle H} существует константа {\displaystyle c} такая, что не содержащие {\displaystyle H} графы с {\displaystyle n} вершинами имеют клики или независимые множества, содержащие по меньшей мере {\displaystyle \exp c{\sqrt {\log n}}} вершин. Графы {\displaystyle H}, для которых гипотеза верна, включают также путь с четырьмя вершинами, голову быка с пятью вершинами и любой граф, который можно получить из этих графов и кографов с помощью модульного разложения.
На 2021 год, однако, полностью гипотеза не доказана и остаётся открытой проблемой.
Более ранняя формулировка гипотезы, также принадлежащая Эрдёшу и Хайналю, касается частного случая, когда граф {\displaystyle H} является граф-циклом с 5 вершинами. Согласно препринту 2021 года, в этом случае гипотеза верна. Не содержащие {\displaystyle C_{5}} графы включают совершенные графы, которые обязательно имеют либо клику, либо независимое множество с размером, пропорциональном квадратному корню от числа их вершин. Обратно, любая клика или независимое множество само по себе является совершенным графом. По этой причине удобной и симметричной формулировкой гипотезы Эрдёша — Хайналя служит утверждение, что для любого графа {\displaystyle H} не содержащие {\displaystyle H} графы обязательно содержат порождённый совершенный подграф полиномиального размера.